# Kurao Umeki
Kurao Umeki (jap. 梅木 蔵雄, Umeki Kurao; * 30. September 1975 in Hikari) ist ein japanischer Langstreckenläufer, der sich auf die Marathonstrecke spezialisiert hat.
Bei den Halbmarathon-Weltmeisterschaften 2002 belegte er den 19. Platz und holte zusammen mit dem japanischen Team die Silbermedaille. Beim Berlin-Marathon 2003 wurde er Siebter mit seiner persönlichen Bestzeit von 2:09:52 h.
2005 wurde er Vierter beim Peking-Marathon und 2006 Dritter beim Berlin-Marathon.
2008 belegte er beim Tokio-Marathon den sechsten Platz.
Umeki hat die Waseda-Universität absolviert und lebt derzeit in Hiroshima. Er startet für das Team des Konzerns Chūgoku Denryoku.